# Spheginobaccha dubia
Spheginobaccha dubia är en tvåvingeart som beskrevs av Thompson 1974. Spheginobaccha dubia ingår i släktet Spheginobaccha och familjen blomflugor. Inga underarter finns listade i Catalogue of Life.